# 周台英
周台英（1963年8月16日—），臺灣女子足球運動員，曾於國立臺灣師範大學的運動競技學系擔任教授級專業技術人員。周台英被認為是臺灣最成功的女子足球運動員，曾獲得「一代木蘭女將」美譽，退役後轉任教練，曾任中華隊總教練和臺灣師範大學女子足球隊教練。2024年因違反學生意願進行抽血研究而引起爭議，於2025年教育部介入調查後遭到解聘。

## 生平

### 球員生涯
出生於臺灣臺中，籍貫江西。1977年，年僅14歲的周台英在大德國中受恩師劉潤澤青睞，選進中華木蘭隊，並塑造成亞洲女足第一中鋒。
1970年末期至1980年末期，她是中華臺北女子足球代表隊的主力前鋒，在代表隊期間，曾贏得1977年、1979年及1981年連續三屆的亞洲女子足球錦標賽，並為1979年的最佳球員，也於1979年、1981年以五顆進球及十顆進球分別奪得兩次進球冠軍后冠。
周台英自國立台灣師範大學畢業後，先是於宜寧中學任教，直到1987年，周台英赴德國錫根足球俱樂部球隊踢球，並且進行足球教練的進修，效力球隊期間協助拿下西德聯賽冠軍及西德冠軍盃冠軍。
1989年，她加入日本的鈴與清水FC女子隊，並贏得第一屆日本職業女子足球聯賽冠軍，並以12顆進球成為當年的金靴獎得主。

### 執教生涯
周台英於1994年亞洲運動會後退役，退役後先於景文教書，並指導景文足球隊，第一年教練兼球員即獲得全國聯賽冠軍，

1999年再度奪得冠軍後，一度離開足壇，

2004年起長期執教國立台灣師範大學女子足球隊。

2006年接下了中華隊的總教練一職。

2025年因強迫學生進行人體實驗，由地檢署、教育部、足協等，各單位配合介入調查與審議後遭到解聘與懲處。

## 榮譽
與中華台北女子足球代表隊
- 女子亞洲盃足球賽：1977、1979、1981年
- 女子亞洲盃足球賽 MVP：1979年
- 大洋洲女子足球錦標賽：1986、1989年

與鈴與清水FC女子隊
- 日本職業女子足球聯賽：1989年
- 日本職業女子足球聯賽 最佳射手：1989年

## 爭議事件

### 台師大女足抽血案
2024年11月28日 

臺師大女足隊學生簡奇陞透過時任民主進步黨籍立委陳培瑜揭露，事件首次出現公眾視野。
指控對象：教練周台英與另外兩名教授
指控緣由：逼迫球員參與一項違反《人體研究法》的計畫案
指控事項：

- 計畫中要求選手配合連續14天、每天3次配合抽血，且透過非專業醫護人員抽取兩次血液。
- 若球員不配合抽血實驗，教練將採取「沒收必修課程分數」「強迫退出校隊」「阻擋畢業」等懲罰手段。
- 同時周台英也將本該發給受試者的研究補助費用，收回做為隊費使用。

被控反應：
周台英約談學生並威脅表示：「我哪裡對不起你？你要不叫他來救你，不然今天就耗在這，因為我也一夜未眠啊。」 
國立臺灣師範大學第一次回應：「尚未展開正式調查」且「並非全部屬實」
2024年12月3日

國立臺灣師範大學第二次公開聲明：
解除教練周台英的行政與教練職務2年，並明令其不得再帶領任何運動代表隊。2024/12/03公視新聞報導

2025年4月10日
國立臺灣師範大學第三次公開聲明：
霸凌調查委員會認定周台英校園霸凌，建議「予以解聘、2年不得聘任為教師，移請三級教師評審會審議。」
教評會選擇不採納建議，處以不予晉薪等行政處分。
2025年5月13日
周台英第一次道歉：
於大專盃結束後，透過系上人員向學生宣讀親筆道歉信。
2025年7月14日

國立臺灣師範大學第四次公開聲明

2025年7月14日-7月26日
國立台灣師範大學發出聲明解除周台英教練職務2025/7/14公視新聞報導
台師大體育系特聘教授陳忠慶指出，「已經沒有在做了，是他先來調查，然後就是那些收案還沒分析的那些就要銷毀這樣。」
學校霸凌調查小組認定：周台英7項霸凌成立建議解聘2年｜研究計畫主持人陳教授再教育6hr2025/7/15公視新聞報導
人本教育基金會執行長馮喬蘭質疑，「現在我們所知道，從106年開始就有的行為，難道這些相關的狀況不需要清查嗎？」
教育部\國科會\檢調單位正式介入調查2025/7/16公視新聞報導
教育部決議「研究主持人」「共同主持人」處50萬元罰鍰；「台師大」處110萬元罰鍰。
召開「校園霸凌事件審議委員會」檢視校方教評會決議，如有違法或不當將退回重審。

台北地檢署認為周台英疑涉強制、侵占等罪，16日下午主動分案偵辦，將周台英列他字案被告。
此案引發重大關注2025/7/17公視新聞報導
教育部成立單一申訴窗口，組成專案輔導小組到校訪視輔導。
由教育部次長朱俊彰組成跨部會專案調查小組；重新審視台師大IRB違反學倫的裁罰額度。
暫停台師大IRB運作，學生將研究送他校審查。
撤銷周姓教練的教練證， 追究校長和校方的行政疏失。
在野黨共同要求衛福部和教育部協同調查。
行政院長卓榮泰要求教育部「補救受害學生權益」「對教練和計劃主持人予以最嚴厲處置」；衛福部「追究計畫主持人的責任」;北檢「盡速進行司法調查」。
北檢前往師大調取研究資料並查扣血液檢體2025/7/18公視新聞報導
台師大表示，「全力配合檢調辦理」
計畫主持人陳忠慶教授和學校行政人員全程陪同，依規定妥善保存所有相關資料與檢體，絕不隱匿或刪除，持續配合後續調查作業。
民進黨立委范雲質疑，「到底抽了多少管的非法血液，然後這些血到哪裡去了？」
國科會主委吳誠文指出，「3次發函、來來回回，浪費了非常多時間，其實我非常痛心，台灣師範大學身為台灣體育界的龍頭的學校，並沒有真正扮演一個值得尊敬的龍頭學校的典範。」
台師大與涉案教練周台英召開記者會致歉2025/7/19公視新聞報導
周台英表示，「希望透過運動科學，解決隊員常受傷的問題，想不到卻造成傷害，並哽咽強調『我只想在女足界發揮一點點的餘力幫她們，因為我一生只有足球。』」
陳忠慶表示，「絕對沒有一天抽3次血，是一天抽一次」，若有模擬比賽時，會讓球員每15分鐘自己進行指尖採血，共採8次。
陳學志說明，「周台英沒有主動說明，他就是研究參與者的教練，所以導致我們沒有辦法去判斷導致校方無從知悉雙方地位不對等」
師大副校長印永翔說，「教育部已退回周台英的教評會審議決議，校方今日就會重啟審議，並承諾兩週內完成。」
師大校長吳正己表示，「如果有錯我們一定承認、一定接受，這個我們一定是會面對的，我們也一定會把這個問題處理好。」
人本教育文教基金會執行長馮喬蘭指出，「為什麼學校要長期，如此包庇周台英教練的部分，全部要做一個徹底地檢視。」
足球協會日前接獲體育署發函後，預計7月23日週三將開紀律委員會 2025/7/20公視新聞報導
足協依《特定體育團體建立運動教練資格檢定及管理辦法》
衛福部次長林靜儀表示，「因為現在並不是非常確定，到底是有幾個研究、時間到底是多長，這中間的IRB，還有相關人體試驗倫理，跟學生這邊的知情同意狀況到底是如何，這個教育部已經在啟動調查，我們這邊會來協助跟配合。」
民主文教基金會董事長桂宏誠表示，「如果說他能夠了解這個是基本人權，他就不大可能會在還沒有讓對方同意、跟知悉抽血之後的用途，在當事人不知道的情況下就開始做了，那是滿離譜。」
憲法法庭過去判決「檢警機關在偵辦案件時，對於嫌疑人強制抽血檢驗」被大法官認定違憲；台師大女足案凸顯學術體系，對基本人權保障的法律認知明顯不足。
台灣受試者保護協會理事長林綠紅認為，「不可思議，遠遠不是只是研究倫理，更嚴重是它違反法律的規定，事實上他們到底知不知道，自己參加了幾個計劃、抽了多少血？這件事情上面到目前為止，即便昨天的那個記者會，我覺得都沒有釐清。」
中華民國足協召開紀律委員會2025/7/23公視新聞報導
中華民國足球協會公告紀律委員會審議結果認定
「教練周台英強制抽血、要脅不給畢業學分、孤立特定球員等行為，構成霸凌且情節重大，委員會經表決一致同意，依《特定體育團體建立運動教練資格檢定及管理辦法》，註銷周台英現持有教練證，並禁止其終生申請教練資格檢定。」

「周台英霸凌球員過程，利用教練與球員間權力不對等關係，強迫球員接受實驗，造成球員身心受創情節重大，考量受害球員人數與結果，另依「CTFA行為準則與規範」，處周台英終生禁止參與足球事務。」
台師大校方召開校教評會「解聘周台英，且4年不得聘任為教師」2025/7/25公視新聞報導
台師大教評會認定，「周台英確實有貶抑、排擠、欺凌等持續性行為，致部分學生長期處於壓迫，也造成學生精神、生理或財產等多重損害，已構成校園嚴重霸凌。」「周台英在學生未充分理解、同意情況下抽血，事後才補簽同意書，且抽血過程有非醫療專業人員執行，明顯違反相關法規。」

教育部則回應，「若經核定解聘，因為已非現職人員，不得申請退休與請領退休金。」

事件相關討論
體制漏洞
該事件除牽涉個人行為爭議外，其背後所反映學術體系對基本人權保障的法律認知明顯不足。
周台英是台師大運動競技系的「教授級專業技術人員」。根據台灣教育部規定，「具有特殊專業實務、造詣或成就，足以勝任教學工作者」，即使學歷條件不符，仍可受聘大學任教。
台灣國立體育大學體育研究所教授陳子軒指出，政府的「美意」是讓運動員退役後有穩定工作，教練得以「拿獎牌換博士學位」成為「教授」，惟一旦進入高等教育體系，就必須產出學術論文，教練的生存之道往往是「用手上的學生運動員作為資源」，配合各類研究，才能滿足升等與評鑑要求。BBC血論文背後的系統性問題

台師大研究倫理審查委員會主任委員陳學志表示，「學校調查推至108年後所有陳忠慶、周台英執行的相關計畫，發現108至110年間，確實有非醫護資格人員執行抽血。」體現監督、保護機制的失靈。

#### 歷史案件
類似的情況曾發生於歷史上

- 美國塔斯基吉梅毒實驗，當時以醫學研究之名，對未受知情告知的非裔男性進行長期觀察與剝奪治療權。

- 亦如奧運體操教練拉里·納薩爾性侵案中，體制對「明星教練」的寬容導致長期掩蓋事件。

- 天主教神職性侵案中，機構長期選擇維護形象、犧牲受害者正義。

#### 體制壓迫
校內存在攻擊吹哨者之情形。學生受害後未即時獲得保護，反而遭到質疑和威脅報復相關錄音。這次涉事的教練周台英在體壇地位崇高，球員更加不敢挑戰權威李澄欣BBC中文記者，而事件引發社會關注後，亦出現部分聲音為當事教練緩頰
趙士強以其過往貢獻為由，公開為其發聲，質疑懲處是否過當。

周台英學生受訪則說：「有沒有一些轉圜的空間，畢竟老師她這麼資深。我感覺就是沒有機會，就是直接處以死刑，會覺得不太能接受。」
凸顯教育與體育體系中，權力階層優先維護體制與既有人物形象，而非從受害者視角出發審視事件本質，反映出制度性偏誤與對弱勢聲音的持續壓制。

#### 事後態度
「希望透過運動科學，解決隊員常受傷的問題，想不到卻造成傷害，並哽咽強調『我只想在女足界發揮一點點的餘力幫她們，因為我一生只有足球。』『相關行為皆出於善意』」周台英在記著會表示。
「體育班的脈絡，就是國家引領體育，體育民族主義（sport nationalism）。」陳子軒教授對BBC中文說。
「我們可以從國中就開始告訴學生，他們有什麼權利，要如何保護自己」焦佳弘表示。

## 外部連結
- 木蘭隊揚威國際　球后周台英不讓鬚眉
- 中華台北主帥周台英雄心萬丈
- 台師大女足隊遭迫「抽血換學分」